# کلوویس چهارم

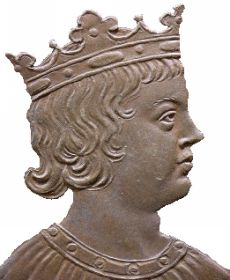
چهره کلوویس چهارم بر روی یک نشان برنزی

کلوویس چهارم (۶۸۲-۶۹۵) پسر تئودریک سوم پادشاه مروونژی‌ها بود. وی از ۶۹۱ به تخت نشست و پادشاه همه فرانک‌ها گردید. وی دست‌نشانده پپن دوم شهردار کاخ اوسترازیا بود. وی در نه سالگی به تخت نشست و هنگامی که مرد تنها سیزده سال داشت.